# 連絡線 (北陸鐵道)
連絡線（日语：／）是一條連接石川縣粟津溫泉站至河南站之間的鐵路線。在1962年（昭和37年）宇和野站至粟津溫泉站之間的區間被廢除，剩下的區間在1963年（昭和38年）與動橋線合併為山代線。
此線與山中線與片山津線等路線統稱加南線。

## 路線資料
- 路線距離（營業距離）：10.6公里
- 軌距：1067mm
- 車站數目：10座（包含起終點站）
- 雙線區間：沒有（全線單線）
- 電氣化區間：全線

## 歷史
北陸鐵道的前身溫泉電軌在創始招股書中，表示將會收購現有的馬車鐵路，隨後建設電氣化鐵路從山中、山代各溫泉地，途經那谷景點，連接粟津溫泉，隨後更計劃延長至小松町。
在1914年，河南站至粟津溫泉站之間全線開通，連接於前年已經電氣化的舊山中馬車鐵道線，在1915年舊山代軌道線，在1916年舊粟津軌道線相繼電氣化後便相互連接起來。在1915年，毎年7月12日至20日之間，下午6時半會開設納涼電車，行走於山中、山代、粟津之間，共有2個往返班次。車廂內經過裝飾（在要求下可提供塌塌米），三處溫泉地的女僕會交替乘車，並提供飲料服務，受到了好評。原本連絡線的用意是連接各個溫泉地，不考慮連接北陸本線，由於沿線沒有一些工業支持，因此在舊馬車鐵路的軌道線錄得良好業績同時，此線的業績相對相差，阻礙了溫泉電軌的管理。此線每年都需要受輕便鐵道補助法下接受補貼。
- 1913年（大正2年）6月18日：批出鐵道許可予溫泉電軌發起人橫山章（江沼郡河南村（日语：河南村 (石川県)）至能美郡小松町（日语：小松町 (石川県)）之間，江沼郡那谷村（日语：那谷村） - 動橋村（日语：動橋町）之間）[2]。
- 1914年（大正3年）
  - 10月1日：河南站至本九谷站（後來名為山代東口站）之間開業[3]。
  - 11月1日：本九谷站至粟津溫泉站之間開業[4]。
- 1916年（大正5年）5月17日 - 能美郡粟津村（日语：粟津村 (石川県)）至小松町之間和江沼郡那谷村至動橋村之間的鐵道許可失效[5]。
- 1920年（大正9年）12月27日：批出鐵道許可（江沼郡矢田野村（日语：矢田野村）至能見郡小松町之間）[6]。
- 1926年（大正15年）10月13日：江沼郡矢田野村至同郡小松町之間的鐵道許可失效[7]。
- 1943年（昭和18年）10月13日 在戰時統合下，由北陸鐵道經營。成為北陸鐵道連絡線。
- 1962年（昭和37年）11月23日：宇和野站至粟津溫泉站之間廢除。
- 1963年（昭和38年）7月19日：剩下的河南站至宇和野站之間與動橋線合併名為山代線（該線於1971年7月11日廢除）。

## 車站列表
車站名稱和所在地取自廢除一刻。所有車站都在石川縣。
圖例
列車交會 … ◇・∧：可進行交會、｜：不可進行交會
| 中文站名 | 日文站名 | 英文站名              | 站間營業距離 | 累計營業距離 | 接續路線         | 列車交會 | 所在地 |
| -------- | -------- | --------------------- | ------------ | ------------ | ---------------- | -------- | ------ |
| 河南     |          | Kawaminami            | -            | 0.0          | 北陸鐵道：山中線 | ◇        | 加賀市 |
| 山代     |          | Yamashiro             | 1.3          | 1.3          |                  | ◇        | 加賀市 |
| 山代東口 |          | Yamashirohigashiguchi | 0.7          | 2.0          |                  | ◇        | 加賀市 |
| 宇和野   |          | Uwano                 | 1.0          | 3.0          | 北陸鐵道：動橋線 | ◇        | 加賀市 |
| 二屋     |          | Futatsuya             | 1.2          | 4.2          |                  | ｜       | 加賀市 |
| 勅使     |          | Chokushi              | 0.7          | 4.9          |                  | ◇        | 加賀市 |
| 榮谷     |          | Sakaedani             | 0.9          | 5.8          |                  | ｜       | 加賀市 |
| 那谷寺   |          | Natadera              | 2.0          | 7.8          |                  | ◇        | 小松市 |
| 馬場     |          | Bamba                 | 1.6          | 9.4          |                  | ｜       | 小松市 |
| 粟津溫泉 |          | Awazuonsen            | 1.2          | 10.6         | 北陸鐵道：粟津線 | ∧        | 小松市 |

- 在1915年6月15日，宇和野至二屋之間曾設有森區停留場[8]。在1917年12月20日，榮谷至那谷寺之間曾設有東榮谷停留場[9]。在廢線時的路線圖上沒有記載以上車站[10]。

## 注腳
1. ↑  《石川百年史》758頁
2. ↑  「軽便鉄道免許状下付」《官報》1913年6月20日（國立國會圖書館數碼化收藏）
3. ↑  「軽便鉄道運輸開始」《官報》1914年10月16日（國立國會圖書館數碼化收藏）
4. ↑  「軽便鉄道運輸開始」《官報》1914年11月5日（國立國會圖書館數碼化收藏）
5. ↑  「軽便鉄道一部免許失効」《官報》1916年5月17日（國立國會圖書館數碼化收藏）
6. ↑  「鉄道免許状下付」《官報》1920年12月29日（國立國會圖書館數碼化收藏）
7. ↑  「鉄道免許失効」《官報》1926年10月13日（國立國會圖書館數碼化收藏）
8. ↑  「軽便鉄道停留場設置」《官報》1915年6月26日（國立國會圖書館數碼化收藏）
9. ↑  「軽便鉄道停留場設置」《官報》1917年12月26日（國立國會圖書館數碼化收藏）
10. ↑  荒川和敬「北陸電車だより1」《鐵道迷》No.16

## 相關項目
- 廢線